# Улица Ленина (Шушары)
У́лица Ле́нина — улица в поселке Шушары Пушкинского района Санкт-Петербурга. Проходит по территории промышленной зоны «Шушары» от Поселковой улицы за Николаевский проезд.
Улица Ленина является второй по протяженности улицей в поселке Шушары (после Новгородского проспекта) и наиболее протяженной на территории промзоны «Шушары».
Улица Ленина была названа в честь В. И. Ленина в 1950-х годах.
Первоначально шла от Московского шоссе до поворота. Участок от Московского шоссе до Поселковой улицы был упразднен 8 октября 2007 года. 2 октября 2008 года улицу Ленина продлили на юго-восток за Николаевский проезд. Эти участки постепенно вводились в эксплуатацию по мере развития промышленной зоны «Шушары». 2 сентября 2009 года из состава улицы Ленина исключили 120-метровый участок от железной дороги до Поселковой улицы.

## Перекрёстки
- Поселковая улица
- Улица Мира
- Автозаводский проезд
- Автозаводская улица / 2-й Бадаевский проезд
- 3-й Бадаевский проезд
- Николаевский проезд